# Politikåret 1963

## Händelser

### Januari
- 1 januari – Malawi blir självständigt.

### Mars
- 8 mars – Sveriges regering lägger fram en proposition om att införa högertrafik.

### April
- 22 april - Lester B. Pearson efterträder John Diefenbaker som Kanadas premiärminister.[1]

### Maj
- 3 maj – Sveriges riksdag antar en lag om fyraveckorssemester.
- 10 maj – Sveriges riksdag beslutar med stor majoritet att från och med 1967 införa högertrafik i Sverige.
- 26 maj – 30 afrikanska stater bildar Organisationen för afrikansk enhet.

### Augusti
- 28 augusti - John Lyng efterträder Einar Gerhardsen som Norges statsminister.[2]

### September
- 25 september - Einar Gerhardsen efterträder John Lyng som Norges statsminister.[2]

### Oktober
- 1 oktober – Nnamdi Azikiwe blir Nigerias första president.[3]
- 19 oktober - Alec Douglas-Home efterträder Harold Macmillan som Storbritanniens premiärminister.[4]

### November
- 22 november – Lyndon Johnson efterträder mördade John F. Kennedy som USA:s president.[5]

### December
- 1 december – Nagaland blir Indiens sextonde delstat.[6]
- 11 december – Kenya blir självständigt.

## Val och folkomröstningar
- 9 juni – Alltingsval på Island.

## Organisationshändelser
- Okänt datum – Anders Björck blir ordförande i Konservativ skolungdom.
- Okänt datum – Ummapartiet bildas på Zanzibar.
- Okänt datum – Zanu-PF bildas i Zimbabwe.

## Födda
- 6 april – Rafael Correa, Ecuadors president 2007–2017.
- 15 april – Beata Szydło, polsk politiker, premiärminister 2015–2017.
- 18 juli – Martín Torrijos, Panamas president 2004–2009.

## Avlidna
- 23 april – Yitzhak Ben-Zvi, Israels president 1952–1963.
- 28 februari – Rajendra Prasad, Indiens president 1950–1962.
- 4 november – Pascual Ortiz Rubio,Mexikos president 1930–1932.
- 22 november – John F. Kennedy, USA:s president 1961–1963 (mördad).

### Fotnoter
1. ↑  ”Canada” (på engelska). World Statesmen. http://www.worldstatesmen.org/Canada.html. Läst 1 augusti 2015.
2. 1 2  ”Norway” (på engelska). World Statesmen. http://www.worldstatesmen.org/Norway.htm. Läst 2 augusti 2015.
3. ↑  ”Nigeria” (på engelska). World Statesmen. http://www.worldstatesmen.org/Nigeria.htm. Läst 7 november 2012.
4. ↑  ”United Kingdom” (på engelska). World Statesmen. http://www.worldstatesmen.org/United_Kingdom.html. Läst 2 augusti 2015.
5. ↑  ”United States of America”. World Statesmen. http://www.worldstatesmen.org/United_States.html. Läst 2 augusti 2015.
6. ↑  ”Nagaland” (på engelska). World Statesmen. http://www.worldstatesmen.org/India_states.html#Nagaland. Läst 9 november 2012.